# Casa de Marechal Deodoro da Fonseca
A Casa de Marechal Deodoro da Fonseca é um casarão histórico, construído no século XIX,  Está localizado no centro da cidade do Rio de Janeiro. É um patrimônio histórico tombado pelo Instituto do Patrimônio Histórico e Artístico Nacional (IPHAN), na data de 04 de junho de 1958, sob o processo de nº 572.T.1958.

## História
O sobrado construído no início do século XIX, foi residência do Marechal Deodoro da Fonseca, que neste imóvel, em 1889, decidiu o primeiro Ministério Republicano e idealizou a atual bandeira nacional. Em 1890, Marechal Deodoro da Fonseca, tornou-se presidente e se mudou para o Palácio do Itamaraty. O imóvel foi vendido e passou por um longo tempo sendo uma residência privada.
Entre os anos de 1966 e 1987, abrigou o Museu do Exército, que foi transferido para outro imóvel. Atualmente abriga o Instituto de Geografia e História Militar do Brasil (IGHMB) e o Espaço Cultural Casa Histórica de Deodoro.

## Arquitetura
Sobrado de dois pavimentos, com arquitetura colonial do início do século XIX. Na fachada da casa, no primeiro pavimento, há três portas e uma janela. Uma das portas é mais larga pois era usada para a entrada de veículos puxados a cavalos e no pavimento superior, há quatro portas com acesso ao balcão com gradil de ferro. O primeiro pavimento era destinado à garagem e às dependências dos escravos. O pavimento superior possuía a sala de estar, sala de jantar, os quartos e um corredor que interligava os cômodos. O imóvel passou por diversas alterações em relação a sua edificação original.

## Espaço Cultural Casa Histórica de Deodoro
O Espaço Cultural Casa Histórica de Deodoro é aberta para visitação, que pode ser guiada, mediante agendamento, com entrada franca. O espaço cultural abriga uma exposição permanente que remonta a história de Marechal Deodoro da Fonseca e o período histórico da política brasileira. No acervo estão fotografias, objetos pessoais, mobiliários, documentos e jornais da época. Localiza-se na Praça da República, nº 197 - Centro - Rio de Janeiro.